# Finn Carter
Elizabeth Fearn "Finn" Carter (9 de marzo de 1960) es una actriz estadounidense. Conocida por protagonizar la película Tremors junto a Kevin Bacon.

## Biografía
Finn Carter nació el 9 de marzo de 1960 en el delta del Misisipi. Su madre, Margaret W.Carter, y su padre, Hodding Carter III (mejor conocido por su puesto como portavoz del Departamento de Estado en la administración del presidente Carter), asistían a una obra de teatro en el Greenville Little Theatre cuando su madre se puso de parto. El anuncio del periódico de su nacimiento preveía las luces del escenario para el segundo hijo de Hodding y Peggy. Finn asistió a la Escuela de Artes Escénicas de Walnut Hill para la escuela secundaria y luego pasó a Skidmore College seguido de la Universidad de Tulane. En 1983, Finn se mudó a la ciudad de Nueva York y poco después le ofrecieron un contrato de tres años en la telenovela As the World Turns (1956). Mantuvo vivo su primer amor, el teatro, al convertirse en miembro de la ahora desaparecida Circle Repertory Company. Finn conoció a su primer marido, Steven Weber, en el set de As the World Turns (1956). Cuando Steven fue elegido para la comedia de situación Wings (1990) en 1990. Finn se volvió a casar en 1997 y tiene dos hermosas niñas (nacidas en 1997 y 2000) y una hijastra como resultado de esa unión. Finn también tiene dos hermanas que viven en Misisipi y un hermano que vive en Maine. 

## Carrera
Carter comenzó a actuar profesionalmente en el teatro hasta convertirse en miembro de la Circle Repertory Company de Nueva York. También fue miembro del Old Globe Theatre en San Diego, donde creó el personaje Effie Herrington en una producción de Up In Saratoga. Desde el teatro, Carter se metió en la televisión y consiguió su primer concierto en una pequeña pantalla en la telenovela diurna. Mientras el mundo gira que se transmitió por ABC. Carter interpretó a Sierra Estaban Reyes Montgomery durante tres años, de 1985 a 1988. Regresó en 1994 para repetir el papel.
Carter continuó tocando en televisión y en 1989 debutó en el cine en la comedia romántica "Cómo llegué a la universidad". La película también sirvió como debut para el actor de voz Tom Kenny, quien consiguió su gran oportunidad como la voz del protagonista en la exitosa animación Bob Esponja Pantalones Cuadrados.

## Filmografía
| Año  | Título                 | Rol               | Notas                                             |
| ---- | ---------------------- | ----------------- | ------------------------------------------------- |
| 1988 | Monsters               | Sheila            | [ 6 ]                                             |
| 1989 | How I Got into College | Nina Sachie       |                                                   |
| 1990 | Tremors                | Rhonda LeBeck     | Nominada—Saturn Award for Best Supporting Actress |
| 1992 | Sweet Justice          | Sunny Justice     |                                                   |
| 1996 | Ghosts of Mississippi  | Cynthia Speetgens | [ 7 ]                                             |
| 2005 | Halfway Decent         | Bonnie            |                                                   |